# Schillerpreis der Stadt Mannheim
Der Schillerpreis der Stadt Mannheim wird von der Stadt Mannheim seit 1954 vergeben. Der Preis soll an das Wirken Friedrich Schillers in Mannheim und seine Verbindung mit dem dortigen Nationaltheater anknüpfen. Er wurde anlässlich des 175. Theaterjubiläums des Nationaltheaters gestiftet.
Er ehrt Persönlichkeiten, die „durch ihr Schaffen zur kulturellen Entwicklung in hervorragender Weise beigetragen haben“ (Satzung). Die Auszeichnung wird alle zwei Jahre verliehen und war bis 2018 mit 10.000 Euro dotiert; im Dezember 2018 wurde vom Kulturausschuss des Gemeinderats eine Verdoppelung der Preissumme auf 20.000 Euro beschlossen.

## Preisträger
- 1954: Mary Wigman, Tanzpädagogin
- 1956: Jürgen Fehling, Regisseur
- 1958: Friedrich Dürrenmatt, Dramatiker
- 1960: Theodor Eschenburg, Politologe
- 1962: Elisabeth Bergner, Schauspielerin
- 1964: Golo Mann, Publizist und Historiker
- 1967: Carl Wurster, Naturwissenschaftler
- 1969: Hartmut von Hentig, Erziehungswissenschaftler
- 1971: Ida Ehre, Schauspielerin
- 1973: Peter Handke, Schriftsteller
- 1975: Horst Janssen, Grafiker
- 1978: Peter Stein, Regisseur
- 1982: Leonie Ossowski, Schriftstellerin
- 1986: Dieter Hildebrandt, Kabarettist
- 1990: Lea Rosh, Journalistin
- 1994: Alfred Grosser, Politologe
- 1998: Wolfgang Menge, Schriftsteller
- 2002: Frank Castorf, Regisseur
- 2004: Xavier Naidoo, Musiker
- 2005: Simon Rattle und Royston Maldoom (Sonderpreise aus Anlass von Schillers 200. Todestag, ohne Dotierung)
- 2006: Nico Hofmann, Regisseur und Produzent
- 2010: Jan Philipp Reemtsma, Literaturwissenschaftler
- 2012: Silvia Bovenschen, Literaturwissenschaftlerin und Essayistin
- 2014: Georg Stefan Troller, Journalist und Schriftsteller
- 2016: Klaus Theweleit, Literaturwissenschaftler
- 2018: Uwe Timm, Schriftsteller
- 2020: Christian Petzold, Filmregisseur
- 2022: Emine Sevgi Özdamar, Schriftstellerin und Regisseurin
- 2024: Golineh Atai[2]

## Schillerplakette der Stadt Mannheim
1939 wurde die Schillerplakette der Stadt Mannheim geschaffen, die anfänglich die Rolle eines kommunalen Gastgeschenks besaß. 1953 wurde entschieden, die Auszeichnung künftig durch Ratsbeschluss an Personen und Personenvereinigungen zu verleihen, die sich besondere Verdienste um das kulturelle Leben der Stadt erworben haben. Die Plakette, die wesentlich häufiger als der Schillerpreis verliehen wird, besteht aus einem Porzellanrelief des Dichters. Geehrt wurden mit ihr neben vielen anderen:
- 1939: Ottmar Strasser, Schauspieler
- 1949: Willy Birgel, Schauspieler; Albert Bassermann, Schauspieler
- 1953: Hans Leonhard Hammerbacher, Präsident des Deutschen Industrie- und Handelskammertages (DIHK)
- 1954: Karl Marx, Komponist und Musikpädagoge; Geno Hartlaub, Schriftstellerin; Friedrich Walter, Historiker; Kurt Joachim Fischer, Drehbuchautor; Florian Waldeck, Jurist und Politiker; Herbert Maisch, Intendant und Regisseur; Josef Zizler, Architekt
- 1955: Walter Le Coutre, Wissenschaftler; Rüdiger Renn, deutscher Schauspieler und Regisseur
- 1956: August Kuhn, Politiker
- 1957: Wilhelm W. Hoffmann, Architekt und Architekturhistoriker
- 1957: Egon August A. Joos, Kunsthistoriker, Kunstkritiker, Mitbegründer und Leiter der Mannheimer Theatergemeinde 1949–1960[3]
- 1962: Heinrich Vollmer, Direktor
- 1966: Gustav Seitz, Bildhauer und Zeichner
- 1975: Rudi Baerwind, Maler
- 1978: Robert Häusser, Fotograf
- 1984: Klaus Lankheit, Professor für Kunstgeschichte
- 1987: Heinz Rupp, Germanist und Hochschullehrer
- 2004: Xavier Naidoo, Soul & R&B-Sänger; Michael Herberger, Produzent und Komponist
- 2005: Stefan Fritzen, Posaunist und Dirigent